# Lagoa do Araçá

A lagoa do Araçá é uma lagoa situada no Recife (Pernambuco, Brasil), a única em forma natural ainda presente na cidade.
Localizada no bairro da Imbiribeira, desde 1998 é uma Unidade de Conservação da Natureza. Seu entorno inclui espaços verdes e área urbanizada, com quiosques, campo de futebol, quadra poliesportiva, parques infantis, área para jogos de mesa, ciclofaixa e pistas para corrida, caminhada e skate; seu espelho d'água tem 109 m² de área.
No dia 23 de fevereiro de 2025 o bairro recebeu o Circuito Cicorre do Clube de Corredores de Rua do Recife (CORRE).